# Caquetío
El caquetío (caquetio, kaquetio) és una llengua extingida de la família de llengües arawak parlades pels caquetíos a Veneçuela (a la regió de Santa Ana de Coro, estat Falcón i al golf de Veneçuela) i a les illes ABC (Aruba i Curaçao). La llengua caquetio potser es parlava més enllà de Barquisimeto i Valencia, fins als Llanos de Veneçuela (Oliver 1989: 158-170, 183-310, 593-594). El 1862 va morir el seu darrer parlant, Nicolaas Pyclas.

## Vocabulari
Algunes paraules de caquetio recollides per Gatschet i Lehmann (1920: 42) (a Ramirez 2019: 648; 2020: 133):
| Català                 | Kaquetio          | Comparacions                                                                                           |
| ---------------------- | ----------------- | --- |
| dent                   | d(-)are           | loko, iñeri, guajiro -ari                                                                              |
| 1sg (jo)               | d(a)-             | loko, taino                                                                                            |
| persona                | kaketi-o          | loko kakɨ-thi                                                                                          |
| lloc                   | -bana             | loko, iñeri                                                                                            |
| Tapir amazònic         | kama / sama       | loko kama, guajiro ama                                                                                 |
| Atta                   | koke              | wapixana, yavitero, maipure kʊki/kʊke                                                                  |
| cactus Cereus jamacaru | kaduʃi            | guajiro kajusi                                                                                         |
| agafar                 | karebe            | guajiro aleʔpɨ                                                                                         |
| pajé                   | boratio           | iñeri bʊjai, bahuana wɨratuɨɻɨ                                                                         |
| tèrmit                 | kumexen           | arawak ou empréstimo?                                                                                  |
| Spondias mombin        | hobo              | loko, taino, etc., ou empréstimo?                                                                      |
| Mate                   | waidãnga          | guajiro iida, loko iwida, iñeri wira                                                                   |
| cacic                  | [da-]tihao / diao | taino -tiao “amic”, iñeri -tí(ɲ)aʊ͂ “amic”, loko/iñeri -dia / -riã “paelar”, tupi-guarani tɨʃaw “chefe” |